# Дискографія Роберта Планта
Після розпаду гурту «Led Zeppelin» у 1980 році (у зв'язку зі смертю Джона Бонема), Роберт Плант розпочав успішну сольну кар'єру, що складається на сьогодні з десяти студійних альбомів, двох збірників, двох відеоальбомів, чотирьох спільних з іншими музикантами альбомів і 42 синглів. Дебютним сольним альбомом став «Pictures at Eleven» випущений у 1982 році, а наступного року вийшов «The Principle of Moments». Найпопулярнішими піснями Планта у 1980—1990-ті роки стали: «Big Log» (увійшла у «Top-20» хітів 1983 року), «In the Mood» (1984), «Little by Little» (з альбому «Shaken 'n' Stirred» 1985 року), «Tall Cool One» (з альбому «Now and Zen» 1988 року, посіла 25 позицію у чарті), «Hurting Kind (I got my eyes on you)» (з альбому «Manic Nirvana» 1990 року) і «I Believe» (з альбому «Fate of Nations» 1993 року), це була ще одна пісня написана і присвячена співаком його покійному сину — Караку. У 1984 році гурт Планта «The Honeydrippers», до складу якого увійшли такі зірки як Джиммі Пейдж і Джефф Бек, виконав ремейк Філа Коллінза «Sea of Love» і кавер-версію пісні Роя Брауна «Rockin' at Midnight», які посіли у чартах 3 та 25 позиції відповідно. Напочатку сольної кар'єри Плант уникав виконання пісень «Led Zeppelin», незважаючи на це, його гастролі 1983-го (з барабанщиком Філом Коллінзом) і 1985 року були дуже успішними, вони часто проходили з аншлагами.
У 2007 році Плант співпрацював зі співачкою у стилях блюграс і кантрі-музики Елісон Краусс. 23 жовтня 2007 року під лейблом Краусс «Rounder Records» вийшов їх спільний альбом «Raising Sand», який був негативно сприйнятий критиками. Альбом мав успіх, він посів другі позиції у «Billboard 200» і у чарті «Top Country Albums». Також «Raising Sand» отримав міжнародний успіх, будучи сертифікованим платиною в багатьох країнах. У 2008 році перший сингл з цього альбому «Gone, Gone, Gone (Done Moved On)» отримав премію «Греммі» на її 50-й церемонії у номінації «Найкраще спільне вокальне поп-виконання». На 51-й церемонії премії «Греммі», альбом переміг у п'яти номінаціях: «Найкращий альбом року», «Найкраще сучасне виконання народної музики», «Найкращий запис року» (за пісню «Please Read the Letter»), «Найкраще спільне вокальне поп-виконання» (за пісню «Rich Woman») і «Найкраще спільне вокальне виконання кантрі» (за пісню «Killing the Blues»).

## Альбоми

### Студійні альбоми
| Year | Album details                                                                          | Peak chart positions | Peak chart positions | Peak chart positions | Peak chart positions | Peak chart positions | Peak chart positions | Peak chart positions | Сертифікація музичних записів (sales threshold) |
| Year | Album details                                                                          | UK                   | US                   | AUS                  | SWI                  | SWE                  | NOR                  | NZ                   | Сертифікація музичних записів (sales threshold) |
| ---- | -------------------------------------------------------------------------------------- | -------------------- | -------------------- | -------------------- | -------------------- | -------------------- | -------------------- | -------------------- | ----------------------------------------------- |
| 1982 | Pictures at Eleven - Дата релізу: 28 червня 1982 - Лейбл: Swan Song Records            | 2                    | 5                    | 6                    | —                    | 32                   | 17                   | 16                   | - UK: Silver - US: Platinum - CAN: Platinum     |
| 1983 | The Principle of Moments - Дата релізу: 11 липня 1983 - Лейбл: Es Paranza Records      | 7                    | 8                    | 10                   | —                    | 41                   | —                    | 1                    | - UK: Gold - US: Platinum                       |
| 1985 | Shaken 'n' Stirred - Дата релізу: 20 травня 1985 - Лейбл: Es Paranza Records           | 19                   | 20                   | 28                   | —                    | 33                   | —                    | 31                   | - US: Gold                                      |
| 1988 | Now and Zen - Дата релізу: 29 лютого 1988 - Лейбл: Es Paranza Records                  | 10                   | 6                    | 27                   | —                    | 18                   | 12                   | 7                    | - UK: Gold - US: 3× Platinum                    |
| 1990 | Manic Nirvana - Дата релізу: 19 березня 1990 - Лейбл: Es Paranza Records               | 15                   | 12                   | 26                   | —                    | —                    | —                    | 24                   | - UK: Silver - US: Gold - CAN: Platinum         |
| 1993 | Fate of Nations - Дата релізу: 25 травня 1993 - Лейбл: Es Paranza Records              | 6                    | 34                   | 37                   | 32                   | 19                   | —                    | 10                   | - UK: Silver - US: Gold - CAN: Gold             |
| 2002 | Dreamland - Дата релізу: 16 липня 2002 - Лейбл: Mercury Records                        | 20                   | 40                   | —                    | 74                   | 52                   | 26                   | —                    |                                                 |
| 2005 | Mighty ReArranger - Дата релізу: 25 квітня 2005 - Лейбл: Sanctuary Records             | 4                    | 22                   | 51                   | 47                   | 13                   | 10                   | 27                   | - UK: Silver                                    |
| 2010 | Band of Joy - Дата релізу: 14 вересня 2010 - Лейбл: Rounder Records                    | 3                    | 5                    | 18                   | —                    | 6                    | 2                    | —                    | - UK: Gold - NOR: Gold                          |
| 2014 | Lullaby and the Ceaseless Roar - Дата релізу: 9 вересня 2014 - Лейбл: Nonesuch Records | 2                    | 10                   | 22                   | 6                    | 6                    | 2                    | 7                    | - UK: Silver                                    |
| 2017 | Carry Fire - Дата релізу: 13 жовтня 2017 - Лейбл: Nonesuch Records                     | 3                    | 14                   | 16                   | 7                    | 12                   | 9                    | 7                    | - UK: Silver                                    |

### Концертні альбоми
| Рік  | Деталі | Сертифікації |
| ---- | --- | ------------ |
| 2012 | Robert Plant presents the Sensational Space Shifters (Live in London July '12) - Дата релізу: 13 July 2012 - Формат: Digital Download |              |

### Спільні альбоми
| 1984                                    | The Honeydrippers: Volume One - З Джиммі Пейджем та Джеффом Беком - Дата релізу: 14 листопада 1984 - Лейбл: Es Paranza/Atlantic Records | 56 | 5 | —  | —  | —  | —  | —  | - US: Platinum                                |
| 1994                                    | No Quarter - З Джиммі Пейджем - Дата релізу: 14 жовтня 1994 - Лейбл: Atlantic Records                                                   | 7  | 4 | 2  | 16 | 10 | —  | 13 | - UK: Gold - US: Platinum - CAN: 2× Platinum  |
| 1998                                    | Walking into Clarksdale - З Джиммі Пейджем - Дата релізу: 21 квітня 1998 - Лейбл: Atlantic Records                                      | 3  | 8 | —  | —  | —  | 13 | 11 | - US: Gold - UK: Silver                       |
| 2007                                    | Raising Sand - With Елісон Краусс - Дата релізу: 23 жовтня 2007 - Лейбл: Rounder Records                                                | 2  | 2 | 45 | 33 | 2  | 1  | 3  | - UK: Platinum - US: Platinum - CAN: Platinum |
| 2007                                    | Raise the Roof - With Елісон Краусс - Дата релізу: 19 листопада 2021 - Лейбл: Rounder Records                                           | 5  | 7 | 18 | 7  | 9  | 3  | 7  | - UK: Silver                                  |
| "—" denotes releases that did not chart | |    |   |    |    |    |    |    |                                               |

### Збірки

#### Альбоми
| 2003                                          | Sixty Six to Timbuktu - Дата релізу: 4 листопада 2003 - Лейбл: Atlantic | 27 | 134 | - BPI: Silver |
| 2020                                          | Digging Deep: Subterranea - Дата релізу: 2 жовтня 2020 - Лейбл: Rhino   | 33 | —   |               |
| "—" позначає релізи, які не потрапили в чарти |                                                                         |    |     |               |

#### Бокс-сети
| Рік  | Деталі                                                                         |
| ---- | ------------------------------------------------------------------------------ |
| 2006 | Nine Lives - Дата релізу: 21 листопада 2006 - Лейбл: Es Paranza/Rhino/Atlantic |
| 2019 | Digging Deep - Дата релізу: 13 грудня 2019 - Лейбл: Rhino                      |

### Відеоальбоми
| Рік  | Деталі | Сертифікації |
| ---- | --- | ------------ |
| 1988 | Mumbo Jumbo - Дата релізу: 30 травня 1988 - Лейбл: Atlantic - Формат: VHS                                                                    | - RIAA: Gold |
| 2006 | Soundstage: Robert Plant and the Strange Sensation - Дата релізу: жовтень 2006 - Лейбл: Zoë Records - Формат: DVD                            |              |
| 2012 | Robert Plant & The Band of Joy: Live from the Artists Den - Дата релізу: 10 липня 2012 - Лейбл: Universal Music Group - Формат: DVD, Blu-ray |              |

## Сингли

### Сольні сингли
| 1967                                          | «Our Song»                                        | —   | —   | —  | —  | —  | —  | — | —  | Поза альбомом                                        |
| 1967                                          | «Long Time Coming»                                | —   | —   | —  | —  | —  | —  | — | —  | Поза альбомом                                        |
| 1982                                          | «Burning Down One Side»                           | 73  | 64  | 3  | 96 | 11 | —  | — | —  | Pictures at Eleven                                   |
| 1982                                          | «Worse Than Detroit»                              | —   | —   | 10 | —  | —  | —  | — | —  | Pictures at Eleven                                   |
| 1982                                          | «Pledge Pin»                                      | —   | 74  | 11 | —  | —  | —  | — | —  | Pictures at Eleven                                   |
| 1982                                          | «Slow Dancer»                                     | —   | —   | 19 | —  | —  | —  | — | —  | Pictures at Eleven                                   |
| 1982                                          | «Far Post»                                        | —   | —   | 12 | —  | —  | —  | — | —  | Поза альбомом, бі-сайд                               |
| 1983                                          | «Big Log»                                         | 11  | 20  | 6  | 23 | 23 | 7  | 4 | —  | The Principle of Moments                             |
| 1983                                          | «Other Arms»                                      | —   | —   | 1  | —  | —  | —  | — | —  | The Principle of Moments                             |
| 1983                                          | «In the Mood»                                     | 81  | 39  | 4  | 37 | —  | —  | — | —  | The Principle of Moments                             |
| 1983                                          | «Horizontal Departure»                            | —   | —   | 44 | —  | —  | —  | — | —  | The Principle of Moments                             |
| 1984                                          | «Sea of Love»                                     | —   | 3   | 11 | 5  | 1  | —  | — | —  | The Honeydrippers: Volume One (як The Honeydrippers) |
| 1985                                          | «Rockin' at Midnight»                             | —   | 25  | 8  | —  | 18 | —  | — | —  | The Honeydrippers: Volume One (як The Honeydrippers) |
| 1986                                          | «Little by Little»                                | 83  | 36  | 1  | 83 | —  | —  | — | —  | Shaken 'n' Stirred                                   |
| 1986                                          | «Sixes and Sevens»                                | —   | —   | 18 | —  | —  | —  | — | —  | Shaken 'n' Stirred                                   |
| 1986                                          | «Too Loud»                                        | —   | 108 | —  | —  | —  | —  | — | —  | Shaken 'n' Stirred                                   |
| 1988                                          | «Heaven Knows»                                    | 33  | —   | 1  | 32 | 65 | 19 | — | —  | Now and Zen                                          |
| 1988                                          | «Ship of Fools»                                   | 76  | 84  | 3  | —  | —  | —  | — | —  | Now and Zen                                          |
| 1988                                          | «Tall Cool One»                                   | 87  | 25  | 1  | 46 | —  | —  | — | —  | Now and Zen                                          |
| 1988                                          | «Dance On My Own»                                 | —   | —   | 10 | —  | —  | —  | — | —  | Now and Zen                                          |
| 1988                                          | «The Way I Feel»                                  | —   | —   | 46 | —  | —  | —  | — | —  | Now and Zen                                          |
| 1989                                          | «Walking Towards Paradise»                        | —   | —   | 39 | —  | —  | —  | — | —  | Now and Zen                                          |
| 1990                                          | «Big Love»                                        | —   | —   | 35 | —  | —  | —  | — | —  | Manic Nirvana                                        |
| 1990                                          | «Hurting Kind (I've Got My Eyes on You)»          | 45  | 46  | 1  | 63 | 14 | 39 | — | —  | Manic Nirvana                                        |
| 1990                                          | «I Cried»                                         | —   | —   | 39 | —  | —  | —  | — | —  | Manic Nirvana                                        |
| 1990                                          | «Tie Dye on the Highway»                          | —   | —   | 6  | —  | —  | —  | — | —  | Manic Nirvana                                        |
| 1990                                          | «Your Ma Said You Cried in Your Sleep Last Night» | 90  | —   | 8  | —  | 71 | —  | — | —  | Manic Nirvana                                        |
| 1993                                          | «29 Palms»                                        | 21  | 111 | 4  | 79 | 11 | 20 | — | 28 | Fate of Nations                                      |
| 1993                                          | «Calling to You»                                  | —   | —   | 3  | —  | 47 | —  | — | —  | Fate of Nations                                      |
| 1993                                          | «I Believe»                                       | 64  | —   | 9  | —  | 37 | —  | — | —  | Fate of Nations                                      |
| 1993                                          | «If I Were a Carpenter»                           | 63  | —   | —  | —  | 50 | —  | — | —  | Fate of Nations                                      |
| 2002                                          | «Darkness, Darkness»                              | —   | —   | 27 | —  | —  | —  | — | —  | Dreamland                                            |
| 2002                                          | «Song to the Siren EP»                            | 84  | —   | —  | —  | —  | —  | — | —  | Dreamland                                            |
| 2003                                          | «Last Time I Saw Her»                             | 84  | —   | —  | —  | —  | —  | — | —  | Dreamland                                            |
| 2005                                          | «Shine It All Around»                             | 32  | —   | 18 | —  | —  | —  | — | —  | Mighty ReArranger                                    |
| 2005                                          | «The Enchanter»                                   | —   | —   | —  | —  | —  | —  | — | —  | Mighty ReArranger                                    |
| 2010                                          | «Angel Dance»                                     | 133 | —   | —  | —  | —  | —  | — | —  | Band of Joy                                          |
| 2010                                          | «House of Cards»                                  | —   | —   | —  | —  | —  | —  | — | —  | Band of Joy                                          |
| 2011                                          | «Harm's Swift Way»                                | —   | —   | —  | —  | —  | —  | — | —  | Band of Joy                                          |
| 2014                                          | «Rainbow»                                         | —   | 8   | —  | —  | —  | —  | — | —  | Lullaby and... The Ceaseless Roar                    |
| 2017                                          | «Bones of Saints»                                 | —   | 20  | —  | —  | —  | —  | — | —  | Carry Fire                                           |
| «—» позначає релізи, які не потрапили в чарти |                                                   |     |     |    |    |    |    |   |    |                                                      |

### Спільні з Джиммі Пейджем сингли
| Рік                                           | Сингл                  | Пікові позиції у чартах | Пікові позиції у чартах | Пікові позиції у чартах | Пікові позиції у чартах | Альбом                                           |
| Рік                                           | Сингл                  | UK                      | AUS                     | FRA                     | US Main                 | Альбом                                           |
| --------------------------------------------- | ---------------------- | ----------------------- | ----------------------- | ----------------------- | ----------------------- | ------------------------------------------------ |
| 1994                                          | "Gallows Pole" (live)  | 35                      | 46                      | 50                      | 2                       | No Quarter: Jimmy Page and Robert Plant Unledded |
| 1994                                          | "Thank You" (live)     | —                       | —                       | —                       | 8                       | No Quarter: Jimmy Page and Robert Plant Unledded |
| 1995                                          | "Wonderful One" (live) | —                       | —                       | —                       | —                       | No Quarter: Jimmy Page and Robert Plant Unledded |
| 1998                                          | "Most High"            | 26                      | 88                      | —                       | 1                       | Walking into Clarksdale                          |
| 1998                                          | "Shining in the Light" | —                       | —                       | —                       | 6                       | Walking into Clarksdale                          |
| "—" позначає релізи, які не потрапили в чарти |                        |                         |                         |                         |                         |                                                  |

### Спільні з Елісон Краусс сингли
| Рік                                           | Сингл                              | Пікові позиції у чартах | Пікові позиції у чартах | Пікові позиції у чартах | Альбом              |
| Рік                                           | Сингл                              | UK                      | US Bub.                 | US AAA                  | Альбом              |
| --------------------------------------------- | ---------------------------------- | ----------------------- | ----------------------- | ----------------------- | ------------------- |
| 2007                                          | "Gone, Gone, Gone (Done Moved On)" | 109                     | —                       | 2                       | Raising Sand        |
| 2008                                          | "Please Read the Letter"           | 102                     | 20                      | 22                      | Raising Sand        |
| 2008                                          | "Rich Woman"                       | —                       | 18                      | —                       | Raising Sand        |
| 2015                                          | "The Light of Christmas Day"       | —                       | —                       | —                       | Позаальбомний сингл |
| 2021                                          | "Can't Let Go"                     | —                       | —                       | 8                       | Raise the Roof      |
| "—" позначає релізи, які не потрапили в чарти |                                    |                         |                         |                         |                     |

## EP
- More Roar (2015, live)